# Sevsk
Sevsk è una città della Russia europea sudoccidentale (Oblast' di Brjansk), situata sulle sponde del fiume Sev, 149 km a sud del capoluogo Brjansk; dipende amministrativamente dal distretto omonimo, del quale è capoluogo.

## Società

### Evoluzione demografica
Fonte: mojgorod.ru
- 1897: 9.200
- 1926: 8.600
- 1939: 6.900
- 1959: 6.200
- 1979: 7.500
- 1989: 7.800
- 2007: 7.500